# Útifű-medvelepke
Az útifű-medvelepke (Parasemia plantaginis) a rovarok (Insecta) osztályának a lepkék (Lepidoptera) rendjébe, ezen belül a medvelepkefélék (Arctiidae) családjába tartozó faj.
Nemének egyetlen faja.

## Előfordulása
Az útifű-medvelepke az egész északi mérsékelt övben előfordul, de főleg a közép- és a magasabb hegyvidékeken gyakori. Európában és Ázsiában, egészen Japánig található meg. Az Alpokban 3000 méter magasságig felhatol. Az egyik alfaja kizárólag Észak-Amerikában él. A hegyvidékeken nyirkos kaszálóréteken és tőzegmohalápokon olykor tömegesen fordul elő.

## Alfajai
- Parasemia plantaginis plantaginis  (Linnaeus, 1758)
- Parasemia plantaginis araitensis  Matsumura, 1929
- Parasemia plantaginis carbonelli  de Freina, 1993
- Parasemia plantaginis caspica  Daniel, 1939
- Parasemia plantaginis caucasica  (Ménétriès, 1832)
- Parasemia plantaginis hesselbarthi  de Freina, 1981
- Parasemia plantaginis interrupta  Draudt, 1931
- Parasemia plantaginis kunashirica  Bryk, 1942
- Parasemia plantaginis macromera  (Butler, 1881)
- Parasemia plantaginis melanissima  Inoue, 1976
- Parasemia plantaginis melanomera  (Butler, 1881)
- Parasemia plantaginis nycticans  (Ménétriès, 1859)
- Parasemia plantaginis petrosa  (Walker, 1855)
- Parasemia plantaginis sachalinensis  Matsumura, 1930
- Parasemia plantaginis sifanica  (Grum-Grshimailo, 1891)

## Megjelenése
Az útifű-medvelepke elülső szárnyának hosszúsága elérheti a 2 centimétert. Színben, alakban és megjelenésben a közönséges medvelepkére (Arctia caja) emlékeztet. Egyes példányainak hátulsó szárnya vörös-fekete, másoké fehér-fekete és ismét másoké sárga-fekete rajzolatú. A faji sokalakúság tipikus példája ez, ugyanabban a populációban mindig megtaláljuk egymás mellett a különböző típusokat. Ebben a két nem is szerepet kap. A nőstények mindig vörösek, a hímek pedig sárgák vagy fehérek.

## Életmódja
Az útifű-medvelepke a dombvidékeken, nedves réteken, lápokon, nyirkos erdőszéleken és nyiladékokban él. Nappal is repül.